# 223e brigade de chars
Pour les articles homonymes, voir 223e brigade.
Cet article court présente un sujet plus développé dans : Brigade de chars (Armée rouge).
La 223e brigade de chars (en russe : 223-я танковая бригада) est une unité blindée de l'Armée rouge pendant la Seconde Guerre mondiale. Créée en août 1942 dans le district militaire de Moscou, elle est dissoute en octobre.

## Historique
La brigade est créée le 25 juillet 1942 dans le centre d'instruction des véhicules blindés du district militaire de Moscou, comme brigade d'entraînement pour les tankistes de l'Armée rouge avant la réception de nouveaux chars.
Elle est dissoute mi-octobre 1942 et forme le 223e régiment de chars à Koubinka.